# カルマル海峡
カルマル海峡（カルマルかいきょう Kalmarsund）は、バルト海にある海峡。スウェーデン南部のスカンジナビア半島とバルト海に浮かぶエーランド島の間にある。長さは約130km、幅は5~25km。海峡の北部の中央にはブロックラ島がある。海峡の南部にエーランド橋が架けられている。